# Кубок европейских чемпионов по хоккею с шайбой 2007
Кубок европейских чемпионов по хоккею с шайбой 2007 года — 3-й розыгрыш Кубка европейских чемпионов под эгидой ИИХФ, проходивший с 11 по 14 января 2007 года в Санкт-Петербурге, Россия. Все игры кубка уже по традиции прошли в Ледовом дворце города Санкт-Петербурга, домашней арене клуба СКА. В турнире принимали участие шесть чемпионов европейских стран, которые имеют наивысший рейтинг ИИХФ. Таким образом, участниками стали «Ферьестад» от Швеции, ХПК от Финляндии, «Лугано» от Швейцарии, «Спарта» Прага от Чехии, «Жилина» от Словакии и «Ак Барс» от России.
Победителем стал «Ак Барс», разгромивший в финале финский ХПК со счётом 6:0. Самым ценным игроком турнира был признан капитан обладателя кубка Алексей Морозов. Он же стал и лучшим бомбардиром турнира, набрав 10 (2+8) очков в 3 матчах.

## Предварительный раунд
|  | Команды, выходящие в финал |

### Дивизион Глинки
| М | Команда      | И | В | ВО | ПО | П | ШЗ | ШП | РШ | О |
| - | ------------ | - | - | -- | -- | - | -- | -- | -- | - |
| 1 | ХПК          | 2 | 2 | 0  | 0  | 0 | 10 | 2  | +8 | 6 |
| 2 | Жилина       | 2 | 1 | 0  | 0  | 1 | 4  | 9  | −5 | 3 |
| 3 | Спарта Прага | 2 | 0 | 0  | 0  | 2 | 4  | 7  | −3 | 0 |

Время местное (UTC+4).
| 11 января 2007 15:00 | ХПК | 7 : 0 (2:0, 3:0, 2:0) | Жилина | Ледовый дворец, Санкт-Петербург Зрителей: 1100 |

| Отчёт | Отчёт                                     | Отчёт   | Отчёт                    | Отчёт                   |
| --- | ----------------------------------------- | ------- | ------------------------ | ----------------------- |
| |                                           |         |                          |                         |
| | Миика Виикман — 00:00-12:07 12:10-60:00   | Вратари | 00:00-60:00 — Марек Лацо | Судья: Вячеслав Буланов |
| | Голы:                                     |         |                          | Судья: Вячеслав Буланов |
| Юха-Пекка Лоикас — 12:10 (Я. Кейнянен, В. Лейно) Тони Мякиахо (бол.) — 16:28 (Я. Лахти, Ю. Хиетанен) Билли Тиббеттс (бул.) — 29:50 Йонас Вихко (бол.) — 32:59 (Д. Шнайдер, В. Лейно) Йонас Вихко — 39:26 (В. Лейно, Д. Моравец) Вилле Лейно — 41:34 (Д. Моравец) Тони Макиахо (бол.) — 46:36 (А. Пильстрём, Б. Тиббеттс) | 1 : 0 2 : 0 3 : 0 4 : 0 5 : 0 6 : 0 7 : 0 |         |                          | Судья: Вячеслав Буланов |
| |                                           |         |                          | Судья: Вячеслав Буланов |
| |                                           |         |                          | Судья: Вячеслав Буланов |
| |                                           |         |                          | Судья: Вячеслав Буланов |
| 22 мин | Штраф                                     | 34 мин  |                          | Судья: Вячеслав Буланов |
| |                                           |         |                          |                         |
| | 33                                        | Броски  | 25                       |                         |

| 12 января 2007 15:00 | Жилина | 4 : 2 (0:1, 2:1, 2:0) | Спарта Прага | Ледовый дворец, Санкт-Петербург Зрителей: 900 |

| Отчёт  | Отчёт | Отчёт  | Отчёт | Отчёт              |
| ------ | ----- | ------ | ----- | ------------------ |
|        |       |        |       |                    |
|        |       |        |       | Судья: Рихард Шютц |
|        |       |        |       |                    |
|        |       |        |       |                    |
|        |       |        |       |                    |
|        |       |        |       |                    |
|        |       |        |       |                    |
| 26 мин | Штраф | 10 мин |       |                    |
|        |       |        |       |                    |
|        | 14    | Броски | 52    |                    |

| 13 января 2007 15:00 | Спарта Прага | 2 : 3 (1:1, 1:2, 0:0) | ХПК | Ледовый дворец, Санкт-Петербург Зрителей: 4200 |

| Отчёт  | Отчёт | Отчёт  | Отчёт | Отчёт                   |
| ------ | ----- | ------ | ----- | ----------------------- |
|        |       |        |       |                         |
|        |       |        |       | Судья: Вячеслав Буланов |
|        |       |        |       |                         |
|        |       |        |       |                         |
|        |       |        |       |                         |
|        |       |        |       |                         |
|        |       |        |       |                         |
| 18 мин | Штраф | 12 мин |       |                         |
|        |       |        |       |                         |
|        | 23    | Броски | 50    |                         |

### Дивизион Рагулина
| М | Команда   | И | В | ВО | ПО | П | ШЗ | ШП | РШ | О |
| - | --------- | - | - | -- | -- | - | -- | -- | -- | - |
| 1 | Ак Барс   | 2 | 2 | 0  | 0  | 0 | 9  | 4  | +5 | 6 |
| 2 | Лугано    | 2 | 1 | 0  | 0  | 1 | 3  | 3  | 0  | 3 |
| 3 | Ферьестад | 2 | 0 | 0  | 0  | 2 | 4  | 9  | −5 | 0 |

Время местное (UTC+4).
| 11 января 2007 18:30 | Ак Барс | 6 : 4 (2:2, 2:1, 2:1) | Ферьестад | Ледовый дворец, Санкт-Петербург Зрителей: 6400 |

| Отчёт  | Отчёт | Отчёт  | Отчёт | Отчёт                 |
| ------ | ----- | ------ | ----- | --------------------- |
|        |       |        |       |                       |
|        |       |        |       | Судья: Алекси Рантала |
|        |       |        |       |                       |
|        |       |        |       |                       |
|        |       |        |       |                       |
|        |       |        |       |                       |
|        |       |        |       |                       |
| 20 мин | Штраф | 22 мин |       |                       |
|        |       |        |       |                       |
|        | 41    | Броски | 14    |                       |

| 12 января 2007 18:30 | Ферьестад | 0 : 3 (0:1, 0:1, 0:1) | Лугано | Ледовый дворец, Санкт-Петербург Зрителей: 1300 |

| Отчёт  | Отчёт             | Отчёт  | Отчёт | Отчёт                   |
| ------ | ----------------- | ------ | ----- | ----------------------- |
|        |                   |        |       |                         |
|        |                   |        |       | Судья: Владимир Шиндлер |
|        | Голы:             |        |       |                         |
|        | 0 : 1 0 : 2 0 : 3 |        |       |                         |
|        |                   |        |       |                         |
|        |                   |        |       |                         |
|        |                   |        |       |                         |
| 10 мин | Штраф             | 8 мин  |       |                         |
|        |                   |        |       |                         |
|        | 24                | Броски | 31    |                         |

| 11 января 2007 18:30 | Лугано | 0 : 3 (0:1, 0:1, 0:1) | Ак Барс | Ледовый дворец, Санкт-Петербург Зрителей: 11 200 |

| Отчёт  | Отчёт                                 | Отчёт | Отчёт                      | Отчёт                   |
| ------ | ------------------------------------- | --- | -------------------------- | ----------------------- |
|        |                                       | |                            |                         |
|        | Симон Цугер — 00:00-51:19 51:21-60:00 | Вратари | 00:00-60:00 — Мика Норонен | Судья: Владимир Шиндлер |
|        | Голы:                                 | |                            | Судья: Владимир Шиндлер |
|        | 0 : 1 0 : 2 0 : 3                     | 12:48 — Виталий Прошкин (А. Морозов, Д. Зарипов) 23:33 — Сергей Зиновьев (А. Морозов, В. Прошкин) 49:27 — Сергей Зиновьев (бол.) (А. Морозов, В. Прошкин) |                            | Судья: Владимир Шиндлер |
|        |                                       | |                            | Судья: Владимир Шиндлер |
|        |                                       | |                            | Судья: Владимир Шиндлер |
|        |                                       | |                            | Судья: Владимир Шиндлер |
| 26 мин | Штраф                                 | 12 мин |                            | Судья: Владимир Шиндлер |
|        |                                       | |                            |                         |
|        | 22                                    | Броски | 25                         |                         |

## Финал
Время местное (UTC+4).
| 14 января 2007 18:30 | ХПК | 0 : 6 (0:3, 0:0, 0:3) | Ак Барс | Ледовый дворец, Санкт-Петербург Зрителей: 11 700 |

| Отчёт  | Отчёт                               | Отчёт | Отчёт                      | Отчёт                   |
| ------ | ----------------------------------- | --- | -------------------------- | ----------------------- |
|        |                                     | |                            |                         |
|        | Миика Виикман — 00:00-60:00         | Вратари | 00:00-60:00 — Мика Норонен | Судья: Владимир Шиндлер |
|        | Голы:                               | |                            | Судья: Владимир Шиндлер |
|        | 0 : 1 0 : 2 0 : 3 0 : 4 0 : 5 0 : 6 | 08:21 — Сергей Зиновьев (бол.) (А. Морозов) 11:49 — Данис Зарипов (С. Зиновьев) 14:39 — Алексей Морозов (В. Прошкин, С. Зиновьев) 44:17 — Илья Никулин (В. Воробьёв) 47:22 — Андрей Первышин (бол.) (В. Воробьёв, А. Морозов) 49:01 — Игорь Щадилов (А. Бадюков, Д. Обухов) |                            | Судья: Владимир Шиндлер |
|        |                                     | |                            | Судья: Владимир Шиндлер |
|        |                                     | |                            | Судья: Владимир Шиндлер |
|        |                                     | |                            | Судья: Владимир Шиндлер |
| 26 мин | Штраф                               | 20 мин |                            | Судья: Владимир Шиндлер |
|        |                                     | |                            |                         |
|        | 26                                  | Броски | 22                         |                         |

## Рейтинг и статистика

### Лучшие бомбардиры
| Игрок           | Команда | И | Г | П | О  | Штр | +/− |
| --------------- | ------- | - | - | - | -- | --- | --- |
| Алексей Морозов | Ак Барс | 3 | 2 | 8 | 10 | 0   | +7  |
| Сергей Зиновьев | Ак Барс | 3 | 4 | 3 | 7  | 2   | +7  |
| Данис Зарипов   | Ак Барс | 3 | 3 | 2 | 5  | 6   | +7  |
| Вилле Лейно     | ХПК     | 3 | 1 | 4 | 5  | 0   | +4  |
| Виталий Прошкин | Ак Барс | 3 | 1 | 3 | 4  | 14  | +7  |

Примечание: И = Количество проведённых игр; Г = Голы; П = Голевые передачи; О = Очки; Штр = Штрафное время; +/− = Плюс-минус
По данным: IIHF.com

### Лучшие вратари
| Игрок              | Команда      | ВП     | Бр | ПШ | КН   | %ОБ    | И"0" |
| ------------------ | ------------ | ------ | -- | -- | ---- | ------ | ---- |
| Мика Норонен       | Ак Барс      | 125:48 | 48 | 0  | 0.00 | 100.00 | 2    |
| Имрич Петрик       | Жилина       | 60:00  | 52 | 2  | 2.00 | 96.15  | 0    |
| Душан Салфицки     | Спарта Прага | 58:33  | 50 | 3  | 3.07 | 94.00  | 0    |
| Симон Цугер        | Лугано       | 119:58 | 49 | 3  | 1.50 | 93.88  | 1    |
| Даниэль Хенрикссон | Ферьестад    | 58:57  | 31 | 3  | 3.05 | 90.32  | 0    |

Примечание: ВП = Время на площадке; Бр = Броски по воротам; ПШ = Пропущено шайб; КН = Коэффициент надёжности; %ОБ = Процент отражённых бросков; И"0" = «Сухие игры»
По данным: IIHF.com

### Индивидуальные награды
Самый ценный игрок (MVP):
| Игрок           | Команда |
| --------------- | ------- |
| Алексей Морозов | Ак Барс |

Лучшие игроки:
| Позиция    | Игрок           | Команда |
| ---------- | --------------- | ------- |
| Вратарь    | Мика Норонен    | Ак Барс |
| Защитник   | Дик Тарнстрём   | Лугано  |
| Нападающий | Алексей Морозов | Ак Барс |

Сборная всех звёзд:
| Позиция    | Игрок           | Команда |
| ---------- | --------------- | ------- |
| Вратарь    | Мика Норонен    | Ак Барс |
| Защитники  | Виталий Прошкин | Ак Барс |
| Защитники  | Илья Никулин    | Ак Барс |
| Нападающие | Данис Зарипов   | Ак Барс |
| Нападающие | Сергей Зиновьев | Ак Барс |
| Нападающие | Алексей Морозов | Ак Барс |